# Arpad (Siria)

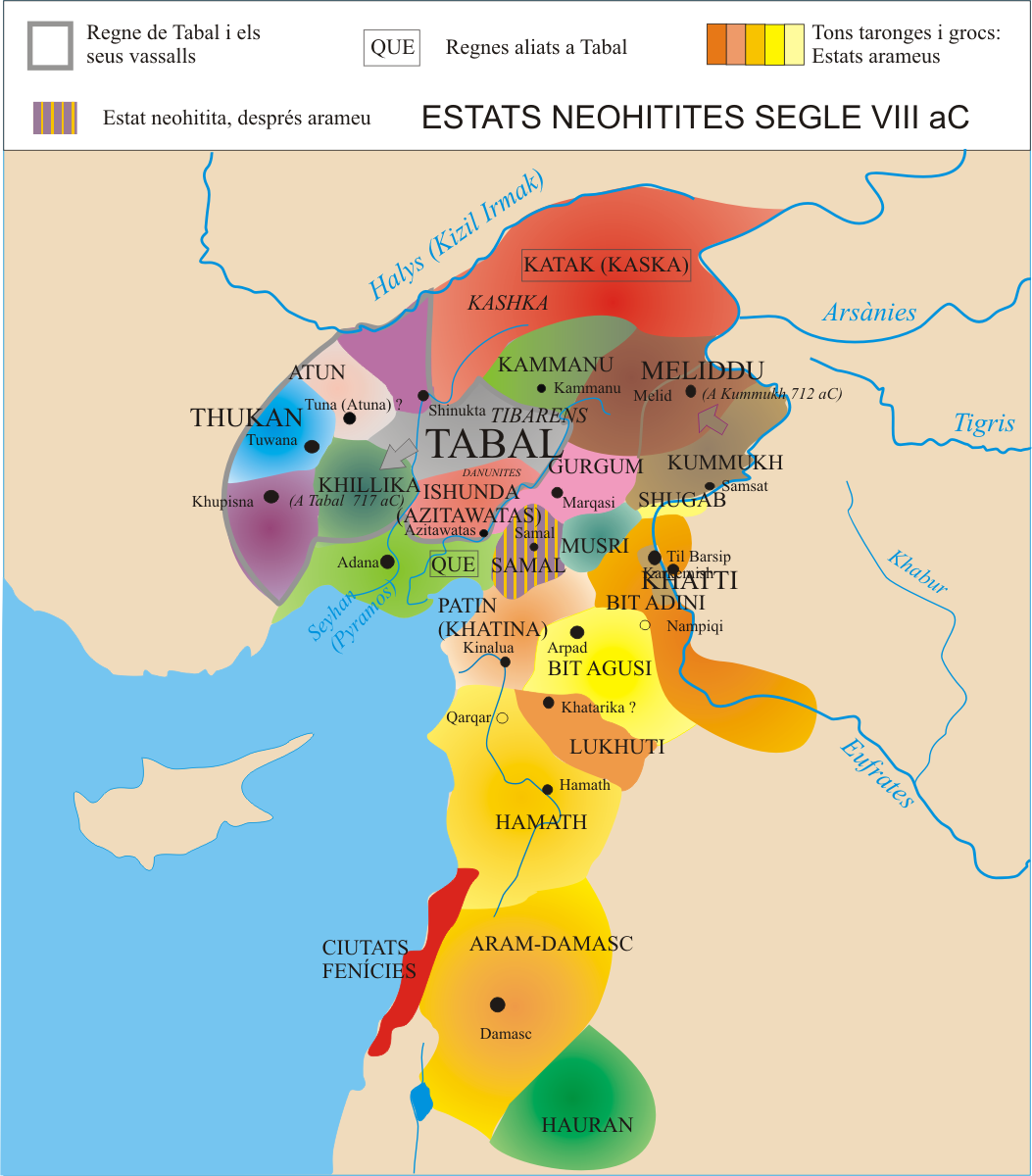
Arpad, antigua ciudad de Siria

Arpad fue una antigua ciudad de Siria, situada en la región de la actual Aleppo. Se corresponde probablemente con el sitio arqueológico de Tal Rifaat. Fue durante el siglo VIII a. C. capital del reino arameo de Bit Agusi.
En cuanto a la organización política del reino arameo de Arpad, esta tendía a ser expresada en términos de gentilicio y parentesco (como en el uso del término bit, "casa"). Si bien la figura principal recibía el título de "Rey de Arpad", este era acompañado por otros "reyes de Arpad", jefes de las grandes familias tribales. 
Los continuos ataques de Asiria llevaron a Matti-El de Arpad a firmar un tratado desventajoso con Asur-Nirari V y a pagar tributo. Años más tarde el mismo rey arpadita se alió a Sardur II de Urartu y a un número de reyes neohititas de Siria contra el rey asirio Tiglath-Pileser III. La coalición fue derrotada en el 743 a. C., y en el 740 a. C. Arpad fue conquistada por Tiglath-Pileser, produciéndose muchos destrozos.
La ciudad es mencionada en algunos pasajes de la Biblia:
- II Reyes 18. 34; 19. 13
- Isaías 10. 9; 36. 19; 37. 13
- Jeremías 49. 23